# Bornholm
Bornholm (wym. duńska: [bɒːnˈhʌlˀm]; bornholmsk: Borringholm) – duńska wyspa w południowo-zachodniej części Morza Bałtyckiego. Jest najbardziej na wschód położonym okręgiem administracyjnym Danii (województwem – duń. Amtskommune, od 2002 nazywanym gminą regionalną – duń. Bornholms Regionskommune), zamieszkiwanym przez 39,4 tys. mieszkańców (I 2020 r.).
Pierwotna nazwa wyspy Burgunarholm lub Burgondhar (skrócona na „Bornholm”) pochodzi od nazwy zamieszkującego ją w przeszłości germańskiego plemienia Burgundów (którzy stamtąd się wywodzili, a w V–VI w. zajęli dzisiejszą Burgundię) oraz germ. holm – „wyspa”.

## Wielkość i położenie, warunki naturalne
Współrzędne geograficzne wyspy to 55°05′40″N, 14°56′00″E.
Powierzchnia wyspy wynosi 588,36 km², długość linii brzegowej wynosi 141,4 km. Wyspa ma kształt równoległoboku o wymiarach 38 km równoleżnikowo i 28 km południkowo. Wyspa znajduje się w odległości 135 km na wschód od Mons Klint – najbliższego odcinka wybrzeża duńskiego, 88 km na północ od wybrzeży niemieckich, 100 km na północ od wybrzeży polskich i 37 km na południe od wybrzeży szwedzkich.

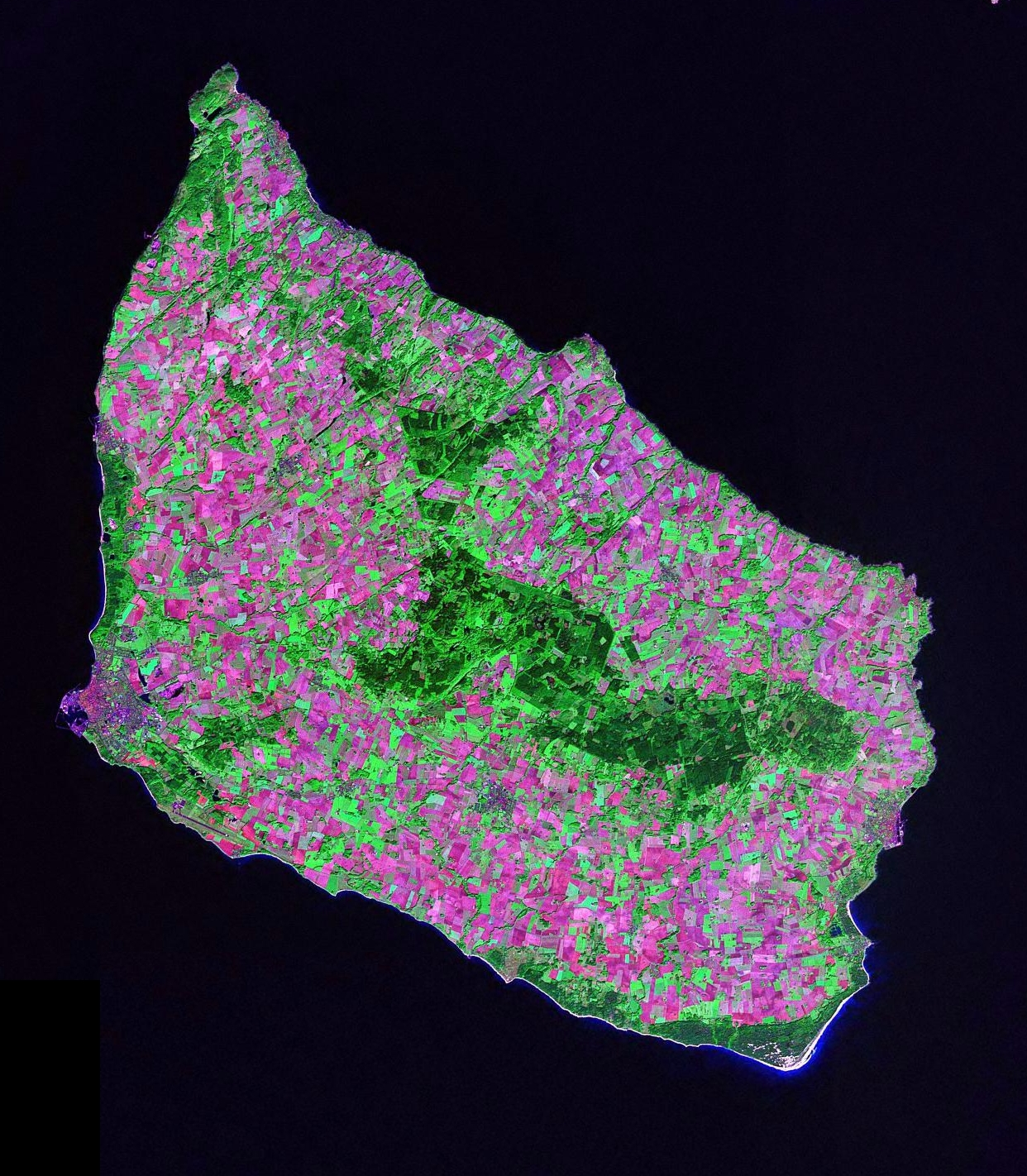
Kompozycja barwna „543” Landsat Bornholmu

Na północy Bornholm od wybrzeży szwedzkich jest oddzielony Cieśniną Bornholmską – ważnym szlakiem morskim prowadzącym do cieśnin duńskich, na płd.-wsch. od wyspy znajduje się Basen i Głębia Bornholmska (głębokość do 105 m), na płd.-zach. rozciąga się obszar tzw. Ławicy Bornholmskiej z łowiskami dorsza, o średniej głębokości 10–15 m. W odległości 18 km na wschód od Bornholmu znajduje się miniaturowy archipelag Ertholmene (nazywany czasem Wyspami Groszkowymi), w skład którego wchodzi 6 wysepek.
Wschodnie, północne i zachodnie wybrzeża wyspy są skaliste, o charakterze klifów, dochodzących do 80 m wysokości (masyw pn. cypla Hammeren), południowe wybrzeża są ukształtowane w postaci rozległych i szerokich piaszczystych plaż. Północna i środkowa część wyspy ma ukształtowanie pagórkowate, na południu przeważają krajobrazy równinne i wydmy. Najwyższe wzniesienie Rytterknægten ma 162 m n.p.m. i jest położone w centrum wyspy.
Przez wyspę płynie kilkanaście krótkich rzek (niektóre są okresowe), z których najdłuższa Øle Å ma 22 km. Na wyspie znajduje się także kilkanaście niedużych jezior polodowcowych lub będących wyrobiskami kopalnianymi, z których największym jest Hammers (650 m dług., 150 m szer. i 13 m głęb.).

## Podział administracyjny
Od XVIII w. stolicą Bornholmu jest portowe miasto Rønne liczące (dane ze I 2017 r.) 13 723 mieszkańców – funkcję tę przejęło od leżącego w centrum wyspy Aakirkeby. Poza Rønne na wyspie znajduje się 7 innych miasteczek: Aakirkeby (2112 mieszkańców), Hasle (1665 mieszkańców), Allinge-Sandvig (1517 mieszkańców), Gudhjem (701 mieszkańców), Nexø (3654 mieszkańców), Svaneke (1044 mieszkańców) i Tejn (899 mieszkańców). Administracyjnie Bornholm stanowi jedną gminę (od reformy w 2007 roku).
Na specjalnych prawach administracyjnych funkcjonują Christiansø i Fredriksø – dwie zamieszkane wyspy małego archipelagu Ertholmene (ich mieszkańcy i administracja bezpośrednio podlegają duńskiemu ministerstwu obrony).

## Budowa i dzieje geologiczne wyspy

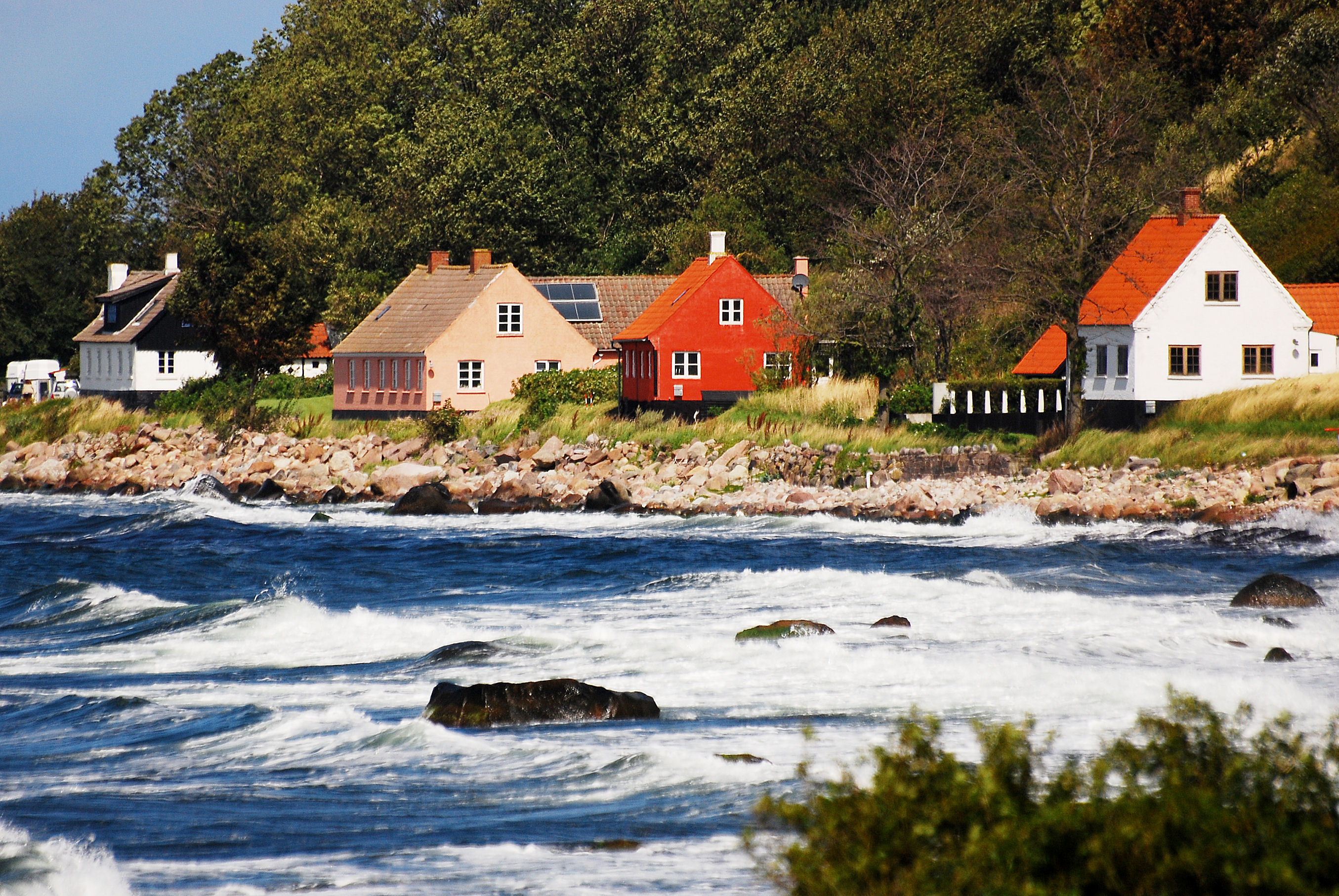
Płd.-zach. wybrzeże Bornholmu

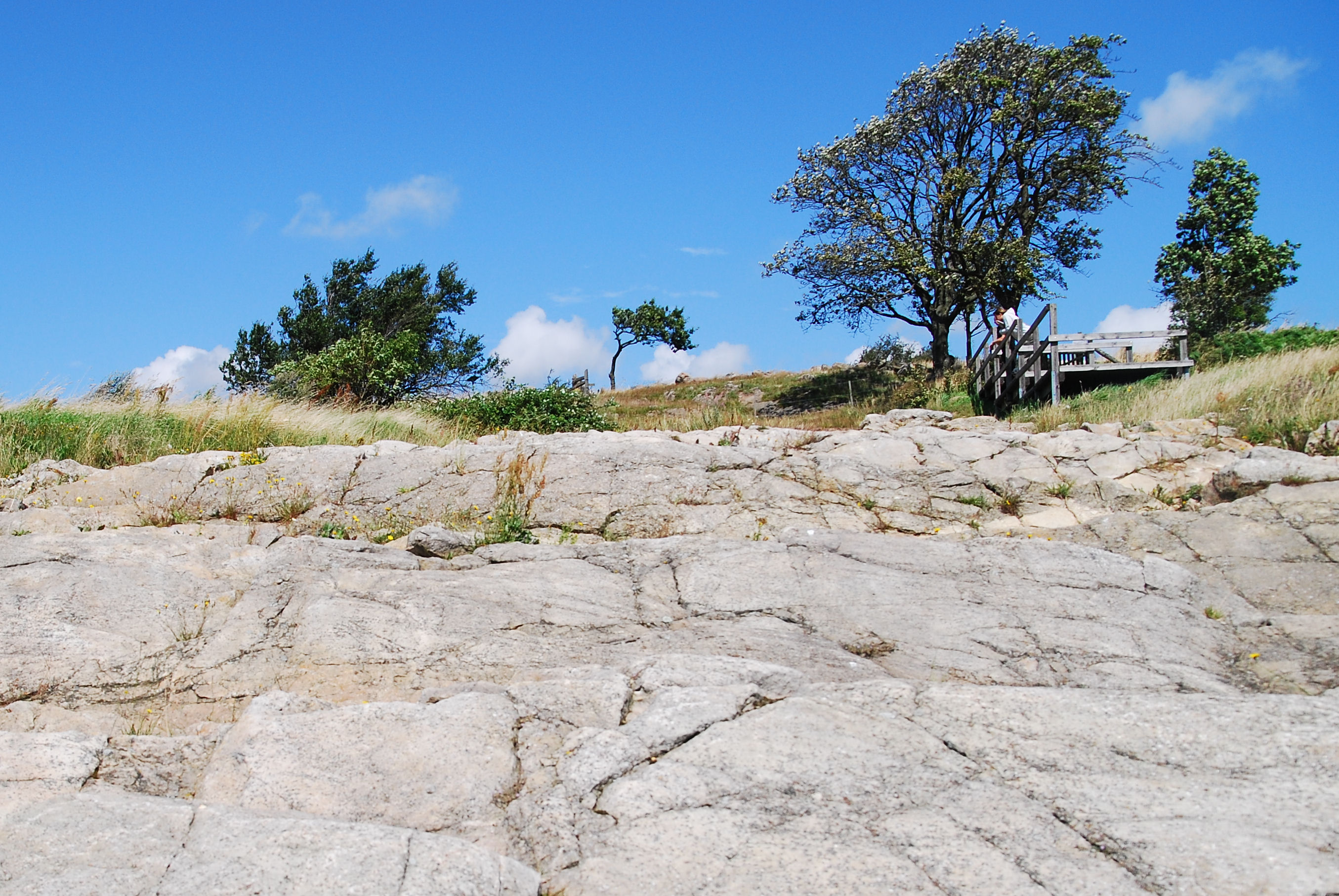
Skały w NaturBornholm, okolice Aakirkeby

Bornholm jest wypiętrzeniem na styku dwóch płyt tektonicznych o odmiennej budowie geologicznej. Około 2/3 północnej i środkowej części wyspy jest utworzone z twardych skał granitowych i gnejsu datowanych na ok. 1,4 mld lat (jedne z najstarszych w Europie), pozostałe 1/3 wyspy na południu zbudowane jest z piaskowca (w mniejszej ilości łupków i wapieni), które łatwo ulegają erozji. Teren wyspy uległ wypiętrzeniu ponad poziom morza ok. 0,4 mld lat temu w okolicach równika, a następnie przesuwał się on na północ. W 2000 r. na wyspie znaleziono skamieniały ząb długości 21 mm sprzed 130 mln lat, należący do trzymetrowego drapieżnego dinozaura, nazwanego Dromaeosauroides bornholmensis, a w 2004 r. znaleziono ślady długości 70 cm sprzed 170 mln lat należące do dwudziestometrowego, roślinożernego zauropoda.
Obecny wygląd powierzchni wyspa zawdzięcza oddziaływaniu lodowca, który dwukrotnie nasuwał się na wyspę przed 15 i 12 tys. lat. Charakterystycznym skutkiem oddziaływania lodowca są tzw. doliny szczelinowe (największe Ekkodalen i Døndal) powstałe w okresie trzeciorzędu wskutek pęknięć tektonicznych. Rozpadliny te zostały pogłębione przez nasuwający się lodowiec, a ich górne krawędzie wygładzone przez morenę denną. Skutkiem erozji lodowcowej są także liczne wygładzone granitowe pagórki zwane mutonami spotykane w północnej części wyspy oraz liczne głazy narzutowe i otoczaki. Złożoność budowy geologicznej wyspy powoduje, że jest ona silnie zróżnicowana krajobrazowo oraz posiada liczne surowce mineralne, będące podstawą tutejszego przemysłu i rękodzieła. Wyspa jest znana z licznych kamieniołomów granitu, wydobywano tu także piaskowiec. Z kolei bardzo drobny i czysty piasek południowych plaż wyspy jest używany w przemyśle szklarskim i był wykorzystywany do napełniania klepsydr. Glinka kaolinowa (wydobywana w okolicach Hasle i Rønne) używana jest obecnie w licznych pracowniach artystycznych do wyrobu przedmiotów terakotowych. Do 1946 r. eksploatowano także niewielkie złoża węgla brunatnego.

## Klimat
Klimat wyspy charakteryzuje się dużą wilgotnością powietrza (80–90%), małymi różnicami sezonowymi temperatur (najcieplejszy miesiąc lipiec ze średnią temperaturą 17 °C, najzimniejszy styczeń ze średnią 0 °C), dużym nasłonecznieniem (liczba godzin słonecznych wynosi ponad 300 miesięcznie w okresie od maja do sierpnia) i stosunkowo niewielkimi opadami (średnia roczna opadów 550 mm). Nad wyspą wieją silne wiatry, głównie zachodnie, od jesieni do wiosny często pojawiają się sztormy. Właściwości klimatyczne są wykorzystywane w energetyce: na wyspie znajduje się ponad 60 energetycznych turbin wiatrowych oraz liczne kolektory do ogrzewania słonecznego wody. W okresie letnim temperatura okolicznych wód dochodzi do 22 °C.

## Flora i fauna
Zalesienie wyspy wynosi 20%. Dwa główne kompleksy leśne Almindingen i Rø Plantage są zbiorowiskami sztucznymi, powstałymi w wyniku nasadzeń przeprowadzonych w początkach XIX w. Stanowią je drzewostany wielogatunkowe (głównie iglaste). Resztki pierwotnych lasów liściastych zachowały się jedynie na wybrzeżach. Typowym naturalnym biotopem Bornholmu są wrzosowiska pokrywające skały (których najwięcej jest na północy wyspy).

Nieoficjalna flaga Bornholmu

Większość terenów wyspy stanowią wielkoobszarowe użytki rolne. Dzięki korzystnemu klimatowi na wyspie rosną orchidee i anemony, aklimatyzowano z sukcesem kilkanaście gatunków roślin śródziemnomorskich, w tym figowce, brzoskwinie, morwy, morele i inne. Bornholm jest nazywany „zieloną wyspą” (w porównaniu z innymi obszarami Danii) – z tego powodu flagą Bornholmu jest modyfikacja flagi narodowej, w której na biały krzyż nałożony jest drugi - węższy i zielony (opis weksylologiczny: na czerwonym płacie biało obrzeżony zielony krzyż skandynawski).
Fauna lądowa wyspy jest zbliżona do fauny Danii i płd. Szwecji. Sztucznie introdukowanym gatunkiem ssaków jest daniel. Wyspa jest znana z dużej liczby dorodnych jeży, które niekiedy stanowią problem (zwłaszcza na kempingach). Bogata jest ornitofauna, głównie reprezentowana przez ptaki morskie, oraz ptaki migrujące ze Skandynawii. Rezerwaty ornitologiczne znajdują się w okolicach Nexø i na wyspie Græsholm (w obrębie archipelagu Ertholmene). W wodach morskich okolic Bornholmu występuje śledź (Clupea harengus), dorsz (Gadus morhua), łosoś (Salmo salar), troć wędrowna (Salmo trutta m. trutta), flądra (Pleuronectiformes) i inne gatunki ryb bałtyckich. Na Bornholm sprowadzono także żubry z Polski.

## Gospodarka

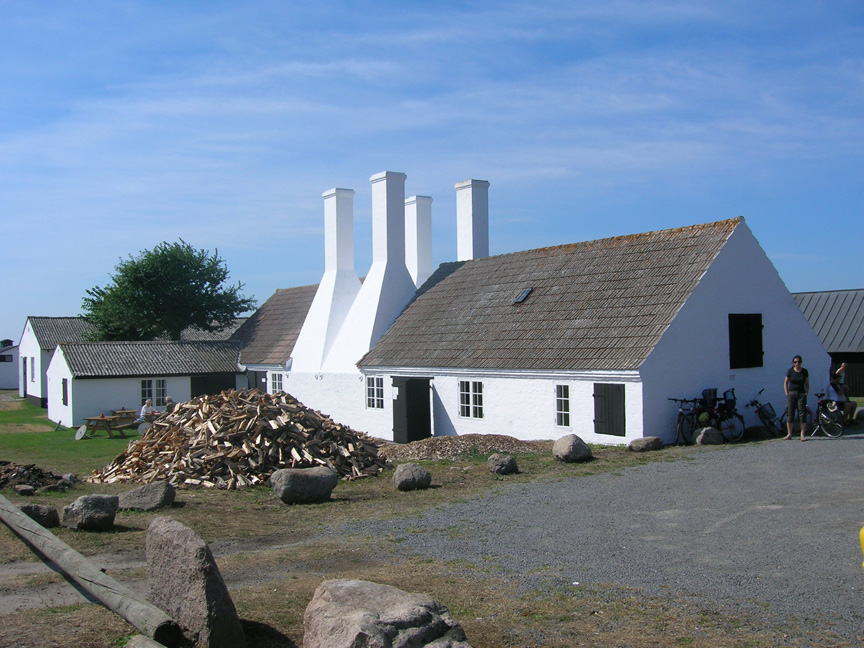
Røgeri – wędzarnia ryb w Hasle, zachodni Bornholm

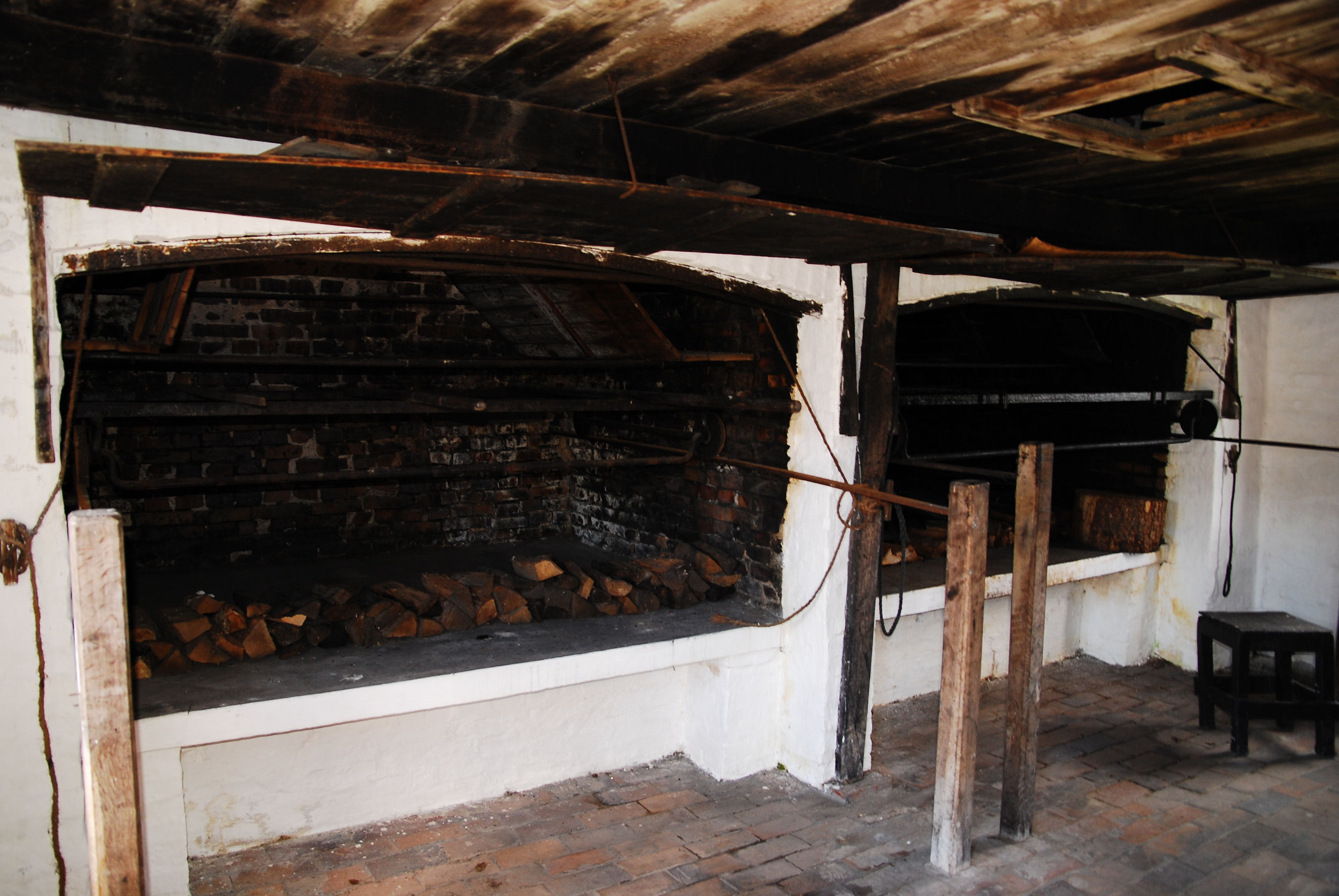
Piece wędzarnicze w Hasle

Do głównych gałęzi gospodarki Bornholmu należą: rybołówstwo, rolnictwo, wydobycie surowców budowlanych oraz usługi turystyczne. Istotne znaczenie ma także dochód związany ze sprzedażą rękodzieła i wyrobów artystycznych powstających w pracowniach licznie tu zamieszkujących artystów plastyków (zwłaszcza w zakresie szkła artystycznego, ceramiki i terakoty oraz odzieży i tkaniny unikatowej).
Rybołówstwo jest tradycyjnym zajęciem mieszkańców Bornholmu. Wyspa leży w pobliżu zasobnych łowisk zwłaszcza dorszy i śledzi, które jednak w ostatnich latach uległy znacznemu zubożeniu. Od połowy XIX w. Bornholm stał się eksporterem na dużą skalę wędzonych śledzi bornholmskich (duń. bornholmer), wędzonych według specjalnej technologii w przydomowych i przemysłowych wędzarniach o charakterystycznej budowie i wyglądzie (duń. røgeri). W okresie międzywojennym funkcjonowało tu 140 wędzarni, obecnie jest ich ok. 60, w tym kilka dużych przemysłowych przetwórni ryb.
Rolnictwo charakteryzuje się wysoką kulturą rolną oraz stopniem mechanizacji i nasyceniem nowoczesnymi maszynami rolniczymi. Uprawy są prowadzone na wielkoobszarowych, wyspecjalizowanych farmach rolnych, głównie o kierunku produkcji mlecznej, drobiarskiej i zbożowej, choć trafiają się i bardziej egzotyczne gospodarstwa, np. farmy strusi. Mikroklimat wyspy powoduje, że na małą skalę uprawiane są tu też takie rośliny jak brzoskwinie, winna latorośl i figi. Przetwórstwo mleczne jest prowadzone w jednym dużym zakładzie mleczarskim w Klemensker, słynnym zwłaszcza z produkcji doskonałych serów pleśniowych, z których zwłaszcza jeden gatunek St. Clemens Danablu jest dobrze znany smakoszom na całym świecie.
Od końca XVIII w. na Bornholmie są wydobywane na dużą skalę materiały skalne, zwłaszcza granit, a w nieco mniejszym zakresie także piaskowiec. Skały te były i są eksportowane, stanowiąc ozdobę reprezentacyjnych budowli Kopenhagi, Glasgow, Rygi i innych miast. Są one także wykorzystywane w drogownictwie. Obecnie rocznie wydobywa się na Bornholmie ok. 275 tys. ton surowców skalnych, w większości eksportowanych, głównie do Niemiec. Z tutejszych surowców wytwarza się także cegłę klinkierową i szamotową oraz liczne wyroby ceramiczne.
Bornholm był znany także z produkcji charakterystycznych pokojowych zegarów wahadłowych, zwanych bornholmskimi. Zegary te zaczęto wytwarzać na Bornholmie od 1774 r., kiedy w okolicach wyspy rozbił się statek z ładunkiem angielskich stojących zegarów pokojowych. Bornholmscy rzemieślnicy, z których najzdolniejszymi okazali się bracia Otto i Peter Arboe, w oparciu o angielski wzorzec rozpoczęli produkcję podobnych zegarów. Założyli oni wraz z innymi zegarmistrzami „Spółkę Zegarmistrzowską Rønne”, która zrzeszała liczne ich warsztaty (pod koniec XIX w. było ich 240) i eksportowała je do innych rejonów Danii i Europy. Obecnie tradycja ta jest kontynuowana tylko przez jeden warsztat rzemieślniczy, wytwarzający zegary według tradycyjnych wzorów (zwanych „mąż”, „żona” i „panna”) dla amatorów tego typu sprzętów.
Od początku XX w. Bornholm stawał się coraz popularniejszym miejscem wypoczynku (zwłaszcza dla mieszkańców Kopenhagi, Niemców, a od niedawna także Polaków). W ostatnich latach turystyka stała się jednym z głównych źródeł dochodu mieszkańców wyspy, na co wpływają korzystne warunki naturalne, liczne i umiejętnie wyeksponowane zabytki i atrakcje turystyczne oraz dobrze rozbudowana baza turystyczna. Bornholm poza infrastrukturą noclegową, oferuje sieć tras rowerowych (ponad 300 km doskonałych dróg rowerowych), wyznaczone szlaki piesze, trzy osiemnastodołkowe pola golfowe, możliwości windsurfingu, wspinaczki skałkowej, jazdy konnej i innych form aktywnego wypoczynku. W celu zwiększenia atrakcyjności turystycznej podejmowane są liczne przedsięwzięcia i inwestycje, często oryginalne, jak np. wybudowanie specjalnej hali dla „Parku motyli i tropików” w Nexø, w której zgromadzono efektowne owady i rośliny tropikalne.
Bornholm przecina gęsta sieć dobrej jakości dróg kołowych. W latach 1900–1968 na tej niewielkiej wyspie funkcjonowały wąskotorowe (1000 mm) Bornholmskie Koleje Żelazne o łącznej długości tras 90 km, które znacząco przyczyniły się do rozwoju gospodarczego i społecznego wyspy oraz do rozwoju turystyki. Pięć km od Rønne zlokalizowane jest międzynarodowe lotnisko (kod IATA RNN, kod ICAO: EKRN) z pasem startowym o długości 2 km, z którego utrzymywane są regularne połączenia z Kopenhagą, a w sezonie także międzynarodowe. Bornholm ma dwa większe porty: Rønne i Nexø oraz 18 przystani rybackich i jachtowych. Stałe połączenia promowe są utrzymywane pomiędzy Rønne a duńskim Køge, Ystad w Szwecji oraz Sassnitz w Niemczech.

## Historia

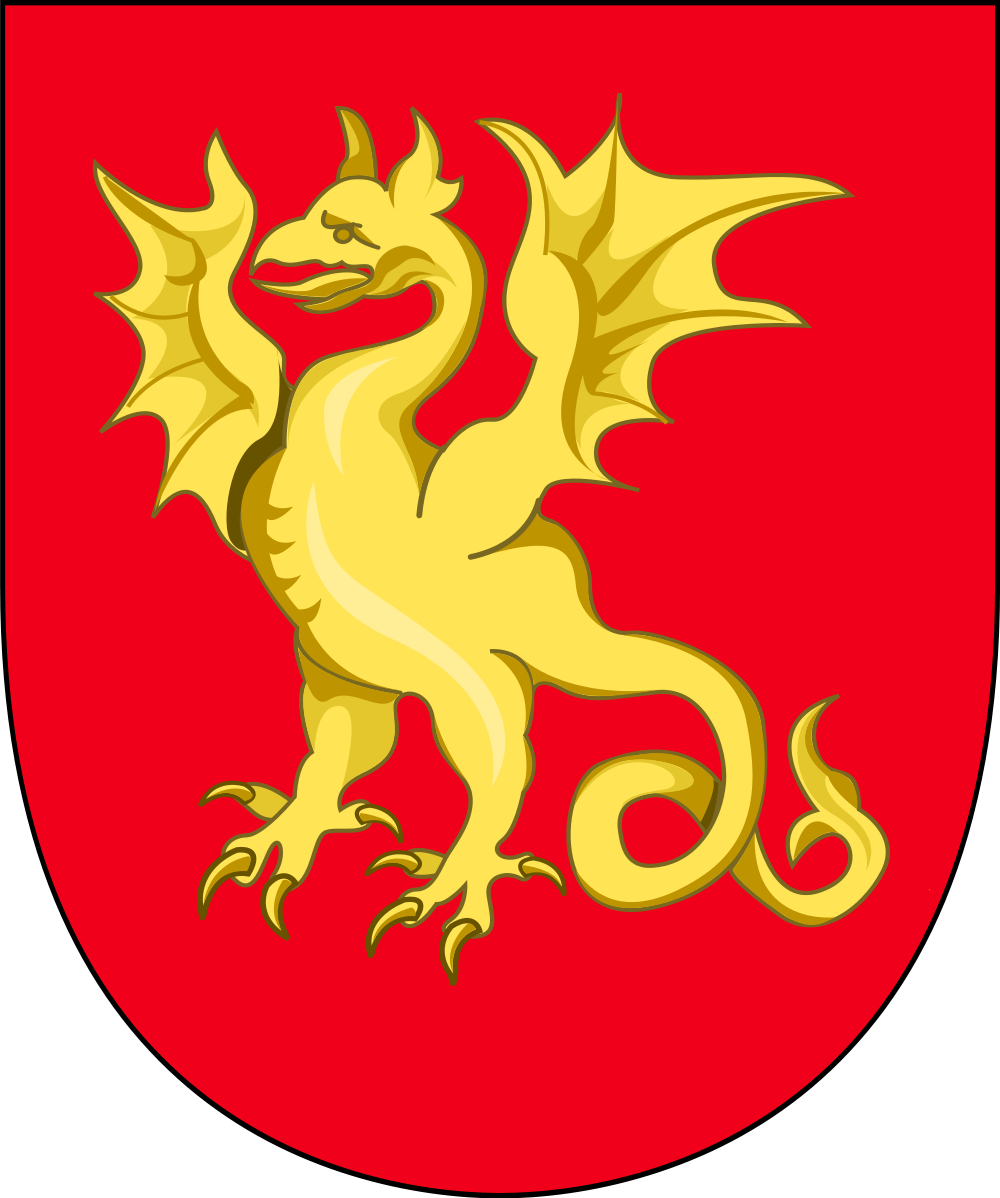
Herb Bornholmu

### Początki osadnictwa

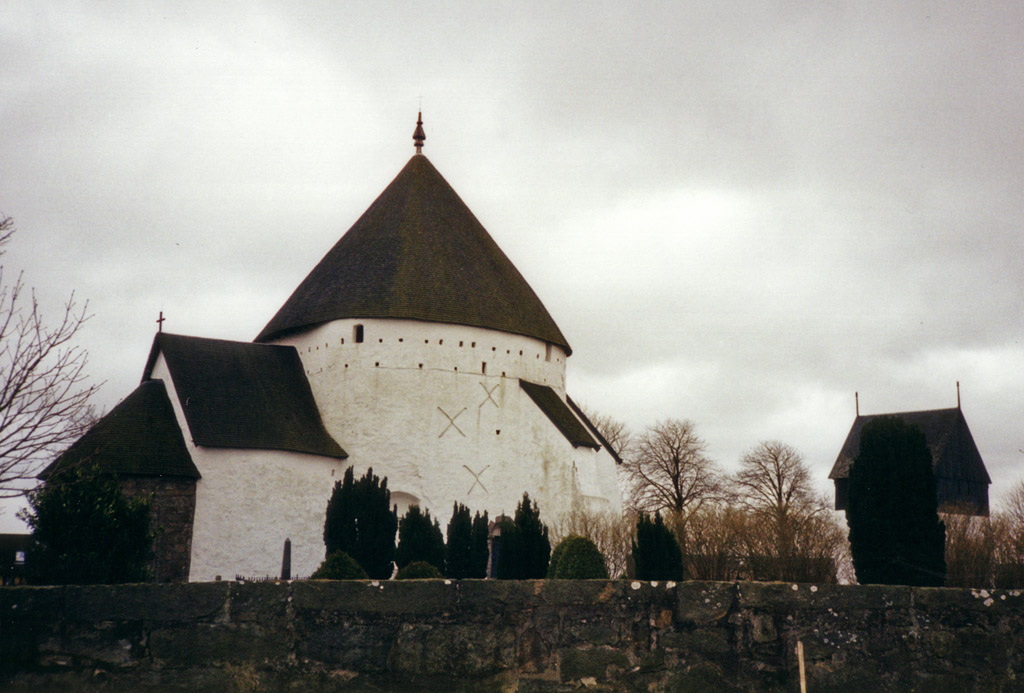
Ny Kirke – kościół rotundowy na Bornholmie

Bornholm jest zamieszkany od czasów prehistorycznych (najstarsze dowody osadnictwa ludzi są datowane na lata 9000–8000 p.n.e. – z czasów tzw. kultury maglemoskiej). W tym czasie Bornholm miał połączenie lądowe z terenami dzisiejszej Polski i Niemiec, od których oddzielił się między latami 6800–4500 p.n.e. Ludność zamieszkująca Bornholm ok. roku 4500 p.n.e. polowała na dziki, sarny i foki (badania zawartości jam na odpadki z okolic Grisby na wsch. wybrzeżu). Około 3500 r. p.n.e. istniał w pobliżu dzisiejszego Aakirkeby obóz warowny, śladem którego są umocnienia i wały ziemne, które dotrwały do czasów współczesnych. Z tych czasów datują się także pierwsze ślady rolnictwa na wyspie. Z XIII–IX w. p.n.e. pochodzą liczne ryty naskalne – helleristninger oraz liczne kamienie kultowe bautastene, czyli menhiry.

### Średniowiecze
W V – VI w. n.e. wyspę zamieszkiwało germańskie plemię Burgundów, natomiast później osiedlili się na niej skandynawscy wikingowie. Z tych czasów (890 r.) pochodzą najwcześniejsze pisane wzmianki o Bornholmie, który był wtedy nazywany Burgundarholm. Według zapisków bryt. podróżnika Wulfstana, wyspa ta była zamieszkana i miała króla. Około 1080 r. wikingowie zostali wyparci, a wyspę zasiedlili Duńczycy. Wraz z nimi napłynęli na wyspę misjonarze chrześcijańscy.
Okres IX–XII w był czasem walk o wyspę pomiędzy Duńczykami i Słowianami. Duńczycy utrzymali wyspę pod swoimi wpływami. Z tego czasu datują się charakterystyczne dla Bornholmu rotundowe kościoły obronne (zachowały się cztery, w Nyker, Olsker, Nylars i Østerlars). Oprócz funkcji sakralnych były one w tamtych czasach punktami oporu wobec najeźdźców oraz stanowiły schronienie dla okolicznej ludności i spichlerz dla płodów rolnych. W 1149 r. znaczna część Bornholmu dostała się pod władanie arcybiskupstwa z Lund i od tego czasu wyspa stała się terenem zbrojnej rywalizacji pomiędzy namiestnikami duńskiej władzy królewskiej a przedstawicielami arcybiskupstwa z Lund.

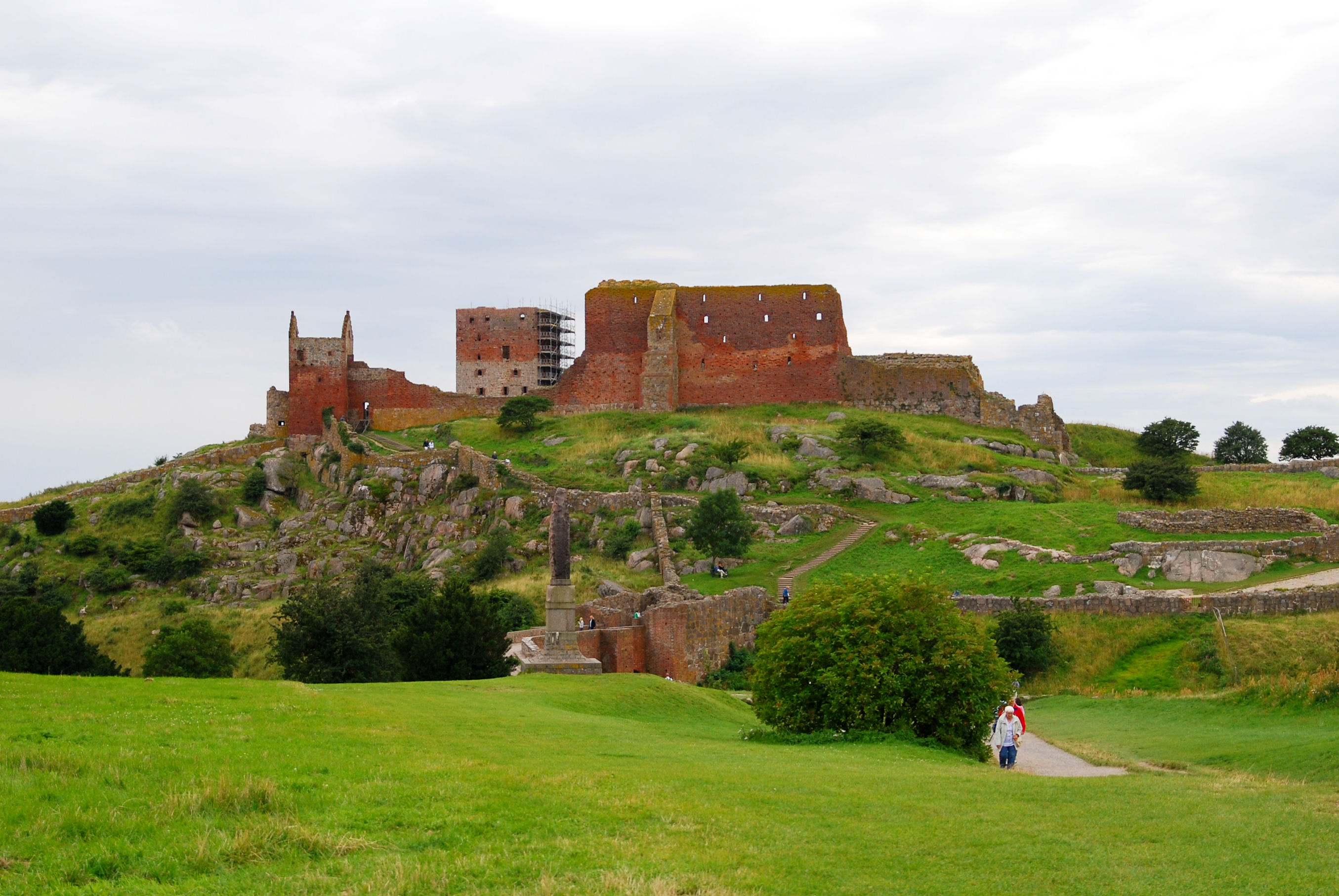
Ruiny twierdzy Hammershus

Siedzibą władz kościelnych była warownia Hammershus na północy wyspy (jej budowę rozpoczęto ok. 1250 r.), a ostoją władz królewskich była stara warownia Lilleborg (rozbudowana w 1150 r.), znajdująca się w centralnej części wyspy. W wyniku toczonych walk Lilleborg został zniszczony, a od 1303 r. cała wyspa stała się lennem arcybiskupów z Lund. Podczas wojny trzynastoletniej, 14 sierpnia 1457 r. w pobliżu Bornholmu doszło do bitwy trzech statków gdańskich z większą flotą duńsko-inflancką, wspierającą Krzyżaków.

### Czasy nowożytne
W XIV i XV w. faktyczną władzę nad wyspą sprawowały miasta hanzeatyckie, a zwłaszcza kupcy z Lubeki, którzy przejęli zwierzchnictwo nad nią w 1525 r. W 1578 r. król duński Fryderyk II odzyskał władzę nad wyspą. W 1645 r. w czasie walk o panowanie na Morzu Bałtyckim pomiędzy Danią i Szwecją, Bornholm został przejściowo opanowany przez Szwedów, co usankcjonował pokój w Roskilde z 1658 r. Jednak w tym samym roku na Bornholmie wybuchło powstanie przeciwko panowaniu szwedzkiemu, którego przywódcami byli m.in. Jens Pedersen Kofoed (1628–1691), Paul Anker i Willum Clausen. Powstańcy odnieśli zwycięstwo, zabijając m.in. szwedzkiego komendanta wyspy Printzenskölda (1615–1658) i wypędzając wojska szwedzkie. Powstanie zakończone zostało traktatem pokojowym w Kopenhadze z 1660 r., i przekazaniem wyspy Koronie Duńskiej, natomiast na mieszkańców spłynęło sporo przywilejów królewskich. M.in. wyspiarze uzyskali przywilej produkcji alkoholu, utworzono też istniejące do dziś obok regularnej armii oddziały Obrony Bornholmskiej (duń. Bornholms Værn), złożone wyłącznie z mieszkańców wyspy.
W XVII w. rozpoczęto wydobywanie surowców skalnych i węgla. Zyski ze sprzedaży tych towarów oraz z rybołówstwa były początkiem rozwoju gospodarczego wyspy, przerywanego epidemiami i wojnami napoleońskimi. Wielu Bornholmczyków przez długie lata pracowało jako marynarze, przywożąc pod koniec życia dość znaczące kapitały, które inwestowali na ojczystej wyspie (oraz przywożąc egzotyczne pamiątki z całego świata).
Kolejni królowie duńscy umacniali Bornholm pod względem militarnym – stanowił on ważną bazę morską dla Danii. Król Chrystian V rozpoczął w 1684 r. budowę twierdzy morskiej na oddalonej o 18 km na wschód małej wysepce, nazwanej od jego imienia Christiansø – do dziś będącej pod jurysdykcją duńskiego Ministerstwa Obrony. Twierdza ta była podczas wojen napoleońskich bazą wypadową sił kaperskich przeciwko flocie angielskiej. Dania próbowała utrzymać neutralność, co było nie na rękę Wlk. Brytanii. Zlikwidowana została rozkazem królewskim w 1855 r.

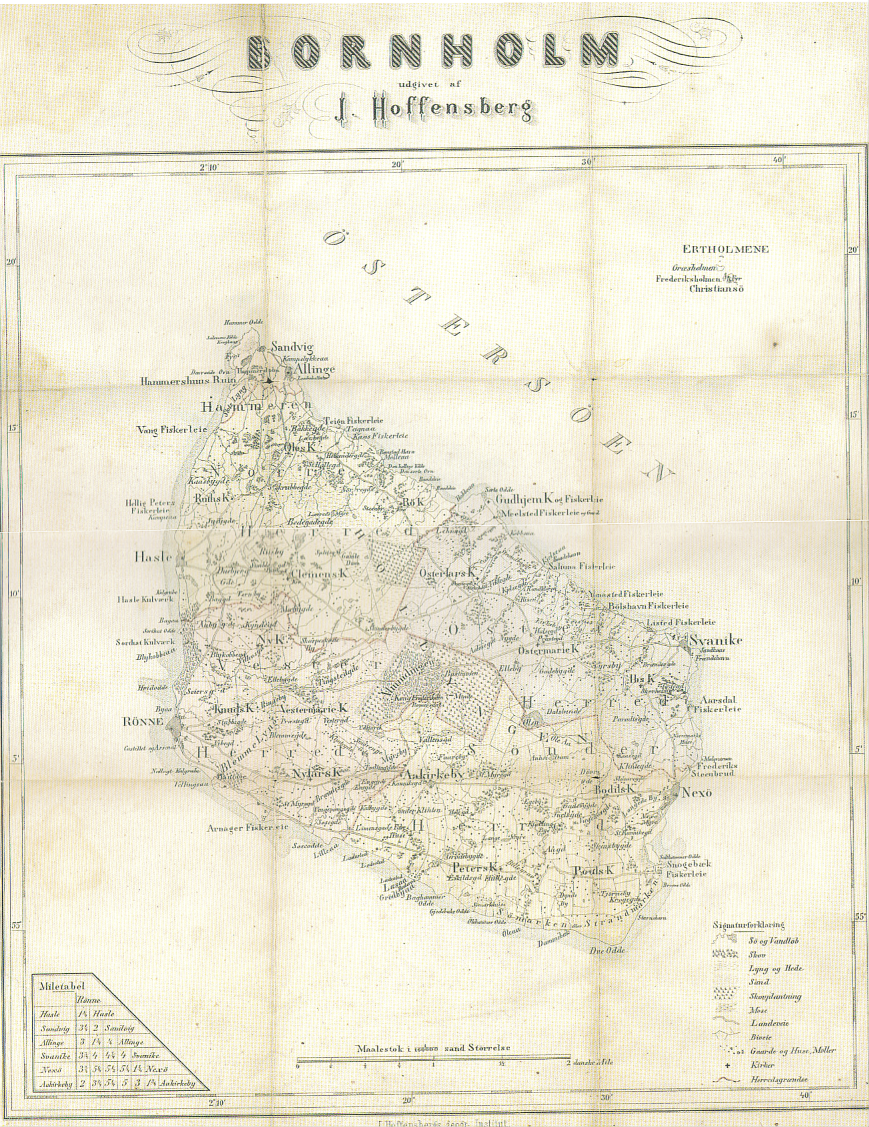
Mapa Bornholmu z XIX w. Współrzędne geograficzne wyznaczono według południka zerowego przebiegającego przez Kopenhagę

Po zakończeniu wojen, Bornholm zaczął się znowu rozwijać gospodarczo. W pierwszej połowie XIX w., gdy zaczęło się rozwijać rolnictwo, a potem ruch spółdzielczy, powstały także pierwsze mleczarnie spółdzielcze (duń. andelsmejerier). W 1866, otworzono stałe linie żeglugowe z Kopenhagą i pobliskim Ystad w Szwecji (żegluga była utrzymywana codziennie, z wykorzystaniem statków parowych). Przyczyniło się to do rozwoju turystyki na Bornholmie, zwłaszcza po uruchomieniu stałego połączenia promowego z Sassnitz na niemieckiej wyspie Rugia, a potem z Kołobrzegiem.
W II poł. XIX w. i na początku XX w. na wyspę przybyło w celach zarobkowych kilkaset polskich rodzin (głównie z Galicji), które osiedliły się tu na stałe. Od 1823 w Rønne funkcjonuje najstarszy duński teatr amatorski.

### II wojna światowa
10 kwietnia 1940 roku na wyspie wylądowali Niemcy, którzy w pobliżu Dueodde (na południu wyspy) zaczęli budować fortyfikacje ze stanowiskami dla dwóch dużych dział artylerii nadbrzeżnej. Istnieją także przypuszczenia, że na Bornholmie funkcjonowały podczas wojny stacje obserwacyjne rakiet wystrzeliwanych z Peenemünde.
22 sierpnia 1943 r. na Bornholm spadł testowy pocisk V1, który został sfotografowany lub naszkicowany przez duńskiego oficera marynarki Hasagera Christiansena, a informacja o tym fakcie została przekazana Brytyjczykom (była to jedna z pierwszych informacji wywiadowczych o wyglądzie pocisków V1). 
Okupacja niemiecka nie była uciążliwa dla mieszkańców wyspy, nie odnotowano także poważniejszych aktów oporu przeciwko okupantom. Wstydliwym rozdziałem tamtych czasów były tzw. „niemieckie dziewczyny” – kobiety nawiązujące kontakty z okupantami. Rybacy bornholmscy wzięli natomiast udział w ewakuacji Żydów z Danii do neutralnej Szwecji, w czasie, gdy zawisła nad nimi groźba deportacji do obozów zagłady. Garnizon niemiecki okupujący Bornholm w latach II wojny światowej miał być poddany wojskom brytyjskim, ale nieoczekiwanie pod koniec kwietnia 1945 roku dotarły na wyspę pododdziały Armii Czerwonej. Wobec próby oporu wojsk hitlerowskich, Sowieci zbombardowali 7 i 8 maja 1945 roku Rønne i Nexø, niszcząc ok. 800 domów. Wobec tych nalotów oraz obecności ok. 26 tys. uciekinierów z Niemiec i krajów nadbałtyckich, dowódca kilkusetosobowego garnizonu niemieckiego, Gerhard von Kamptz 9 maja 1945 roku skapitulował przed Armią Czerwoną (2 Front Białoruski – 19 Armia – 132 Korpus Strzelców), która w liczbie ok. 10 tys. żołnierzy okupowała wyspę do 5 kwietnia 1946 roku, kiedy to opuściła Bornholm praktycznie z dnia na dzień. Okupacja sowiecka Bornholmu była przejawem dążenia Stalina do ustanowienia tu bazy wojskowej, kontrolującej trasy żeglugowe z Bałtyku do pobliskich Cieśnin Duńskich (lub nawet włączenia Bornholmu do ZSRR). Być może chodziło także o przejęcie dokumentacji wspomnianych stacji obserwacyjnych. W Allinge znajduje się cmentarz z grobami 36 żołnierzy radzieckich zmarłych w tamtym okresie z powodu chorób. W 1946 roku Szwecja ofiarowała mieszkańcom Bornholmu 300 drewnianych domków (istniejących do dziś), w celu odbudowy zbombardowanych przez Rosjan miasteczek.

## Demografia
- Wykres liczby ludności Bornholmu na przestrzeni ostatnich 160 lat

źródło: Duński Urząd Statystyczny
| - 1850 – 27 927 - 1901 – 40 677 - 1906 – 40 885 - 1911 – 42 764 - 1916 – 43 445 - 1921 – 44 309 - 1925 – 45 550 - 1930 – 45 561 - 1935 – 45 819 - 1940 – 46 416 - 1945 – 47 185 | - 1950 – 47 972 - 1955 – 48 475 - 1960 – 48 217 - 1965 – 48 620 - 1970 – 47 116 - 1971 – 47 241 - 1972 – 47 033 - 1973 – 46 964 - 1974 – 47 035 - 1975 – 47 017 - 1976 – 47 242 | - 1977 – 47 207 - 1978 – 47 342 - 1979 – 47 605 - 1980 – 47 780 - 1981 – 47 370 - 1982 – 47 357 - 1983 – 47 313 - 1984 – 47 243 - 1985 – 47 164 - 1986 – 46 919 - 1987 – 46 839 | - 1988 – 46 642 - 1989 – 46 105 - 1990 – 45 784 - 1991 – 45 690 - 1992 – 45 541 - 1993 – 45 224 - 1994 – 45 067 - 1995 – 44 823 - 1996 – 45 196 - 1997 – 45 018 - 1998 – 44 688 | - 1999 – 44 426 - 2000 – 44 238 - 2001 – 44 024 - 2002 – 44 091 - 2003 – 43 956 - 2004 – 43 673 - 2005 – 43 347 - 2006 – 43 245 - 2007 – 43 040 - 2008 – 42 817 - 2009 – 42 563 | - 2010 – 42 255 - 2011 – 41 802 - 2012 – 41 303 - 2013 – 40 715 - 2014 – 40 215 - 2015 – 39 828 - 2016 – 39 756 - 2017 – 39 695 |